# هنريكه هيلاريو

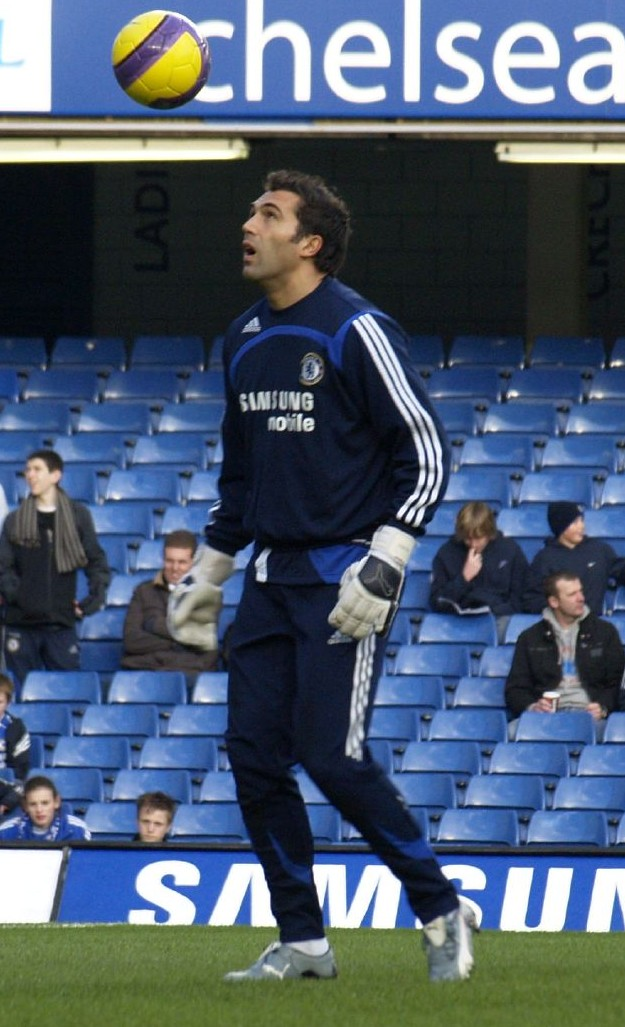
هنريكه هيلاريو

هيلاريو هنريكه ألفيس سامبايو (بالبرتغالية: Henrique Hilário‏)، من مواليد 21 أكتوبر 1975 في ساو بيدرو دا كوفا في البرتغال، لاعب كرة قدم برتغالي.
بدأ مسيرته الكروية مع نادي نافال في موسم 1994/1995، وفي موسم 1995/1996 انتقل إلى نادي أكاديميكا، وفي عام 1996 انتقل إلى نادي بورتو، ولعب معهم حتى عام 1998، وفي موسم 1998/1999 انتقل إلى نادي إستريلا أمادورا، وفي عام 1999 انتقل إلى نادي بورتو، ولعب معهم حتى عام 2001، وفي موسم 2001/2002 انتقل إلى نادي فارزيم، وفي موسم 2002/2003 انتقل إلى نادي أكاديميكا، وفي عام 2003 انتقل إلى نادي ناسيونال، ولعب معهم حتى عام 2006، ومنذ عام 2006 وهو يلعب مع نادي تشيلسي الإنجليزي.

## مسيرته الكروية
لعب هنريكه هيلاريو خلال مسيرته الاحترافية مع 8 أندية في عشرون موسمًا وسجل خلالها هدفين أثنين ضمن 240 مباراة. حيث فاز في ستة مواسم بالكأس وفي ثلاثة مواسم بالدوري.
خاض هنريكه هيلاريو مسيرته مع نادي نافال في موسم 1994–95 لمدة موسم واحد، مشاركًا في 27 مباراة ولم يسجل أي هدف. ثم انتقل إلى نادي أكاديميكا كويمبرا في موسم 1995–96 في المرة الأولى لمدة موسم واحد ثم في موسم 2002–03 لمدة موسم واحد، حيث شارك طوالها في 43 مباراة سجل خلالها هدفين. لينتقل بعدها إلى نادي بورتو في موسم 1996–97 في المرة الأولى ولمدة موسمين ثم في موسم 1999–00 لمدة موسم واحد، مشاركًا طوالها في 40 مباراة ولم يسجل أي هدف. ثم انتقل إلى نادي إستريلا دا أمادورا في موسم 1998–99 لمدة موسم واحد، مشاركًا في 27 مباراة ولم يسجل أي هدف أيضًا. هذا وانتقل لاحقًا إلى FC Porto B ‏ في موسم 2000–01 لمدة موسم واحد، لم يشارك في أي مباراة ولم يسجل أي هدف أيضًا. ثم انتقل بعدها إلى نادي فارزيم في موسم 2001–02 لمدة موسم واحد، مشاركًا في 24 مباراة ولم يسجل أي هدف أيضًا. ليعود وينتقل من جديد، لكن هذه المرة إلى نادي ناسيونال ماديرا في موسم 2003–04 واستمر معه طيلة ثلاثة مواسم، مشاركًا في 59 مباراة ولم يسجل أي هدف أيضًا. لينتقل بعدها إلى نادي تشيلسي في موسم 2006–07 ليلعب معه ثمانية مواسم، مشاركًا في 20 مباراة ولم يسجل أي هدف أيضًا.

## روابط خارجية
- هنريكه هيلاريو على موقع الاتحاد الأوربي (الإنجليزية)
- هنريكه هيلاريو على موقع قاعدة بيانات كرة القدم.إي يو (الإنجليزية)
- هنريكه هيلاريو على موقع ناشيونال فوتبول تيمز (الإنجليزية)
- هنريكه هيلاريو على موقع Soccerbase.com (لاعب) (الإنجليزية)
- هنريكه هيلاريو على موقع Soccerway.com (الإنجليزية)
- هنريكه هيلاريو على موقع عالم كرة القدم.نت (الإنجليزية)
- هنريكه هيلاريو على موقع AS.com (الإسبانية)